# 1 korona czechosłowacka (1957)
1 korona (cz. i słow. 1 koruna) – czechosłowacka moneta obiegowa o nominale 1 korony bita w latach 1957–1960, jednak pozostająca w obiegu aż do roku 1993. Autorką projektu była Marie Uchytilová-Kučová.

## Wzór
W centralnej części awersu umieszczono pochodzące z małego herbu Czechosłowacji godło państwowe – heraldycznego wspiętego lwa w koronie o podwójnym ogonie. Na jego piersi znajdował się herb Słowacji – podwójny krzyż na trójwzgórzu. Poniżej umieszczono rok bicia (zapisany zewnętrznie), zaś wzdłuż otoku inskrypcję „❧ REPUBLIKA ČESKOSLOVENSKÁ ☙” (zapisaną wewnętrznie).
Na rewersie monety znalazła się przyklękająca postać kobieca prawą ręką sadząca lipowe drzewko. W drugiej dłoni trzyma łopatę oraz kolejne sadzonki. Po lewej stronie monety, powyżej drzewka umieszczono dużą arabską cyfrę 1 oznaczającą wartość nominalną. U dołu, wzdłuż krawędzi monety zamieszczono oznaczenie projektanta, inskrypcję „M•KUČOVÁ”.

## Nakład
Nowa moneta została wprowadzona do czechosłowackiego porządku prawnego rozporządzeniem rządu z 23 czerwca 1957 r. Parametry monet i ich wzór oraz datę dopuszczenia do obrotu (2 września 1957 r.) określono wydanym tego samego dnia zarządzeniem Ministra Finansów. Korony bito krążków ważących 4 gramy (±1,5%; z 1 kilograma wytwarzano 250 sztuk). W akcie prawnym ustalono także, że monety wywarzane będą z brązalu o składzie Cu91Al8Mn1. Dopuszczono odchylenia od wskazanej zawartości glinu (±1%) oraz manganu (±0,2%). Zarządzenie określiło także średnicę monety – 23 mm – oraz jej ząbkowany rant. Grubość jednokoronowych monet wyniosła ok. 1,5–1,6 mm.
Monety koronowe bito w mennicy w Kremnicy w latach 1957–1960, po czym zastąpiono je wariantem z 1961 roku. Pomimo tego egzemplarze starego wzoru nie zostały wycofane z obrotu i pozostawały oficjalnym środkiem płatniczym aż do rozpadu Czechosłowacji. Demonetyzacji uległy 30 września i 15 października 1993 roku (odpowiednio w Czechach i na Słowacji). Łącznie monet wzoru 1957 wytworzono 137 mln sztuk.